# Jerry Owens
Jerry Owens, né le 16 février 1981 à Hollywood (Californie), est un joueur américain de baseball évoluant en Ligue majeure de baseball avec les Chicago White Sox de 2006 à 2009. Après la saison 2009, il compte 129 matchs joués pour un coup de circuit. Il rejoint les Mariners de Seattle le 2 mai 2009, mais doit se contenter d'évoluer en Ligues mineures au sein de l'organisation des Mariners.